# Allagelena difficilis
Allagelena difficilis är en spindelart som först beskrevs av Fox 1936.  Allagelena difficilis ingår i släktet Allagelena och familjen trattspindlar. Inga underarter finns listade i Catalogue of Life.